# Храплево (Новотомиський повіт)
Храплево (пол. Chraplewo) — село в Польщі, у гміні Куслін Новотомиського повіту Великопольського воєводства.
Населення — 397 осіб (2011).
У 1975-1998 роках село належало до Познанського воєводства.

## Демографія
Демографічна структура станом на 31 березня 2011 року:
|          | Загалом | Допрацездатний вік | Працездатний вік | Постпрацездатний вік |
| -------- | ------- | ------------------ | ---------------- | -------------------- |
| Чоловіки | 216     | 70                 | 127              | 19                   |
| Жінки    | 181     | 35                 | 103              | 43                   |
| Разом    | 397     | 105                | 230              | 62                   |